# Пјан дел Медико (Анкона)
Пјан дел Медико је насеље у Италији у округу Анкона, региону Марке.
Према процени из 2011. у насељу је живело 105 становника. Насеље се налази на надморској висини од 80 м.